# 自由畝 (亞利桑那州)
自由畝（英語：Freedom Acres）是位於美國亞利桑那州希拉縣的一個人口普查指定地區。根據2010年美國人口普查，該地共人口500人，而該地的面積約為4.54平方千米。

## 地理
自由畝的座標為34°19′01″N 111°17′58″W / 34.31694°N 111.29944°W，而該地最高點為海拔高度1490米（即4880英尺）。